# José Miguel Insulza

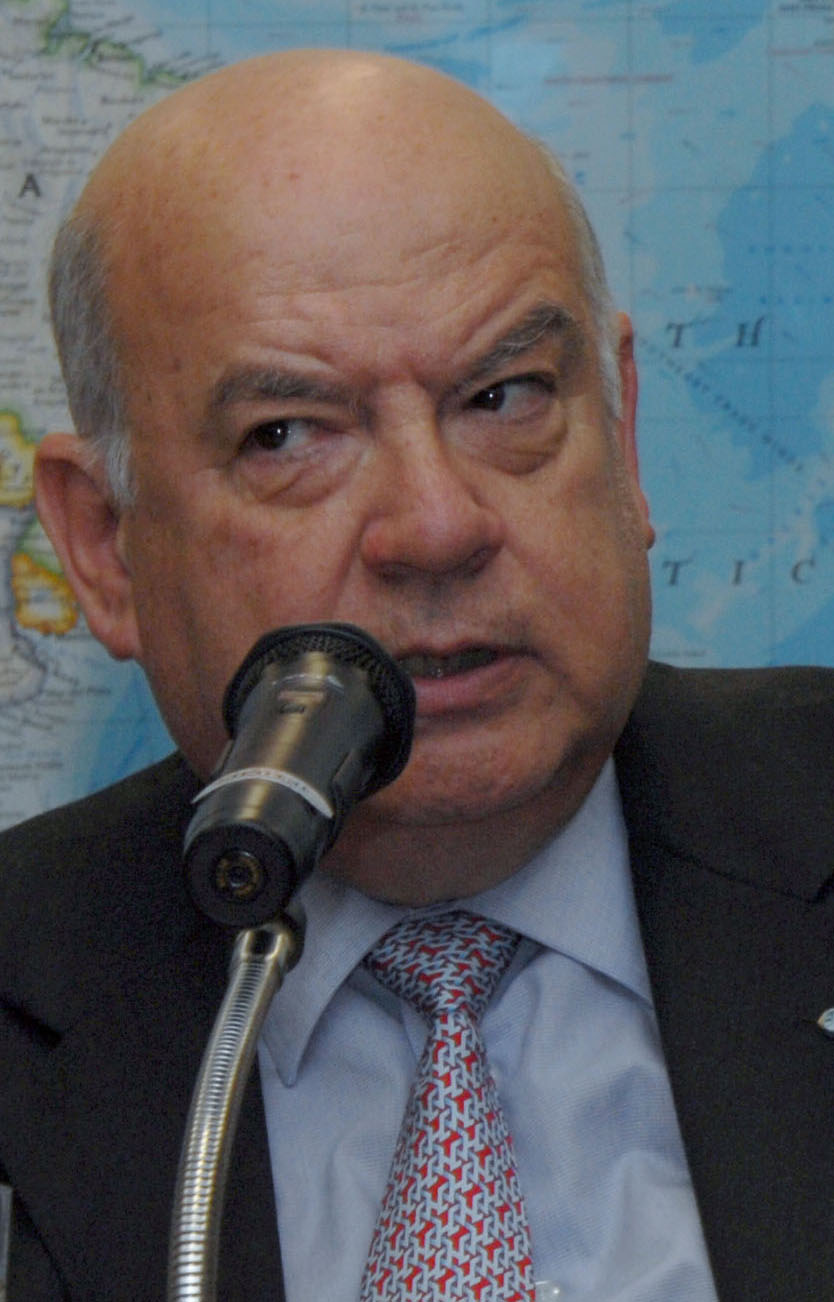
José Miguel Insulza (2007)

José Miguel Insulza Salinas (ur. 2 czerwca 1943 w Santiago) – chilijski polityk, minister spraw zagranicznych i wewnętrznych Chile, sekretarz generalny Organizacji Państw Amerykańskich.
Studiował prawo na uniwersytecie w Santiago oraz na University of Michigan (USA). Pracował jako wykładowca nauk politycznych na uniwersytecie w Santiago oraz Universidad Católica de Chile, był doradcą w Ministerstwie Spraw Zagranicznych i szefem akademii dyplomatycznej. W latach 1981–1988 pracował w Meksyku, gdzie wykładał na kilku uczelniach problematykę stosunków międzynarodowych. Po powrocie do Chile był wysokim urzędnikiem Ministerstwa Spraw Zagranicznych.
W marcu 1994 został mianowany podsekretarzem w Ministerstwie Spraw Zagranicznych, od września 1994 do czerwca 1999 pełnił funkcję ministra tego resortu. W czerwcu 1999 przeszedł na stanowisko sekretarza generalnego Kancelarii Prezydenta. 11 marca 2000 został ministrem spraw wewnętrznych. 2 maja 2005 po kilkutygodniowej debacie wybrano go na sekretarza generalnego Organizacji Państw Amerykańskich.
Jest członkiem Chilijskiej Akademii Nauk Politycznych oraz Chilijskiej Rady Stosunków Międzynarodowych.